# Helena Pyz
Helena Pyz (ur. 10 kwietnia 1948 w Warszawie) – polska lekarka i misjonarka świecka, członkini Instytutu Prymasa Wyszyńskiego, od końca lat 80. lekarka w Ośrodku Rehabilitacji Trędowatych Jeevodaya w Indiach.

## Życiorys
W dziesiątym roku życia zachorowała na chorobę Heinego-Medina. Po ukończeniu Akademii Medycznej w Warszawie pracowała w przychodniach rejonowych w Warszawie. W latach 80. zaangażowana w organizowanie NSZZ „Solidarność” w środowisku medycznym, pełniła funkcję przewodniczącej komisji zakładowej związku w zakładzie opieki zdrowotnej na Woli. Od 1971 członkini Instytutu Prymasa Wyszyńskiego.
W 1986 dowiedziała się o ciężkiej chorobie księdza Adama Wiśniewskiego, lekarza i opiekuna kilkunastu tysięcy chorych w Indiach, założyciela ośrodka dla trędowatych Jeevodaya. Wiadomość ta stała się dla niej inspiracją do wyjazdu na misję. Po przygotowaniach w pierwszą podróż do Indii udała się 14 lutego 1989.
Od tego czasu związana z ośrodkiem Jeevodaya. Prowadzi przychodnie dla osób dotkniętych trądem i ubogiej okolicznej ludności, dwie przychodnie wyjazdowe oraz organizuje pomoc w koloniach dla trędowatych. Została także skarbnikiem stowarzyszenia zarządzającego Jeevodaya, zajmując się zapewnieniem środków na utrzymanie ośrodka.

## Odznaczenia i wyróżnienia
W 2005, za wybitne zasługi w działalności na rzecz potrzebujących pomocy, została odznaczona Krzyżem Kawalerskim Orderu Odrodzenia Polski.
Została też wyróżniona Orderem Ecce Homo oraz medalem „Gloria Medicine” nadawanym przez Polskie Towarzystwo Lekarskie. W 2008 otrzymała Order Uśmiechu. W 2013 została uhonorowana nagrodą „Pontifici”, a w 2015 wyróżniona nagrodą Totus Tuus. W 2018 odznaczona Odznaką Honorową za Zasługi dla Ochrony Praw Dziecka.